# HX-65
HX-65 was een geallieerd scheepskonvooi tijdens de Tweede Wereldoorlog. Het konvooi bestond uit een aantal schepen van Britse nationaliteit. Konvooi HX-65 en HX-65A, die een onderdeel was van HX-65, werden voor het eerst waargenomen op 20 augustus en aangevallen tussen 24 en 26 augustus 1940 door de U-48, U-57 en U-124, die op patrouille waren in de buurt van de Hebriden. De drie U-boten brachten in totaal 5 schepen van de beide konvooien tot zinken met een totaal van 37.284 ton en één vrachtschip werd beschadigd.
De U-48 bracht het Brits vrachtschip La Brea van konvooi HX-65 naar de oceaanbodem.
De daaropvolgende dag vielen 12 Duitse vliegtuigen van de Luftwaffe, 4 He-115- en 8 Ju-88-bommenwerpers, de beide konvooien HX-65 / HX-65A aan. Zij brachten nog eens 2 schepen tot zinken met een totaal van 16.472 ton aan scheepsruimte. De drie onderzeeërs vielen de beide konvooien aan die van Halifax – New York naar Groot-Brittannië voeren over de Noord-Atlantische Oceaan.

## Getroffen schip
24 augustus 1940: U-48 - Hans Rudolf Rösing - La Brea - 6.666 ton - Groot-Brittannië